# Рисівка (рід птахів)
Рисівка (Padda) — рід горобцеподібних птахів родини астрильдових (Estrildidae). Представники цього роду мешкають на Яві та на Малих Зондських островах. Деякі дослідники включають їх в рід Мунія (Lonchura).

## Опис
Рисівки — кремезні птахи з міцними, конічної форми дзьобами, пристосованими до живлення насінням. Яванська рисівка є найбільшим представником родини астрильдових, її довжина становить 15-17 см, тиморська рисівка дещо менша, її довжина становить 12-13 см. Рисівки мають переважно сіре або коричневе забарвлення, голова у них мають характерное чорне забарвлення з двома білими плямами на щоках.
Рисівки живуть на луках, місцями порослих чагарниками, а також на рисових полях. Вони зустрічаються зграями, живляться насінням, переважно рисом.

## Види
Виділяють два види:
- Рисівка яванська (Padda oryzivora)
- Рисівка тиморська (Padda fuscata)

## Етимологія
Наукова назва роду Padda, ймовірно, походить від слова малай. padi — рис.